# River South Esk (vattendrag i Storbritannien, Angus, lat 56,70, long -2,53)
River South Esk är ett vattendrag i Storbritannien.   Det ligger i kommunen Angus och riksdelen Skottland, i den norra delen av landet, 600 km norr om huvudstaden London.